# Ценово (Русенская область)
Ценово (болг. Ценово) — село в Болгарии. Находится в Русенской области, входит в общину Ценово. Население составляет 1 729 человек.

## Политическая ситуация
Кмет (мэр) общины Ценово — Владимир Тодоров Калинов (коалиция партий: Союз свободной демократии (ССД), Земледельческий народный союз (ЗНС), Движение за права и свободы (ДПС)) по результатам выборов в правление общины.